# Mărgineni, Brașov
Mărgineni este un sat în comuna Hârseni din județul Brașov, Transilvania, România. 409.

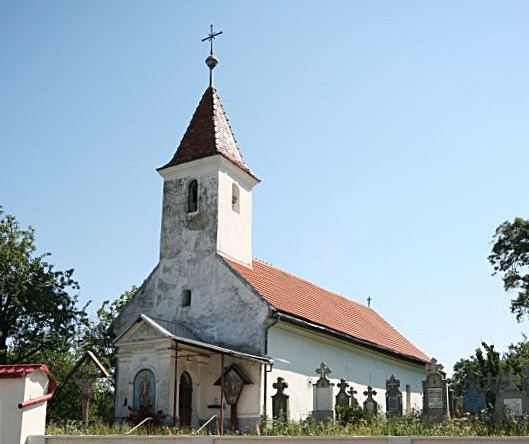
Biserica Sf. Nicolae (1791), vechi lăcaș de cult greco-catolic (unit)
Monument istoric cu cod LMI BV-II-m-B-11730. Pe peretele apusean al pridvorului bisericii, la inițiativa părintelui V. Crișan, în anul 1920, a fost montată o placă destinată comemărării lui David Urs, fiu al satului Mărgineni.

## Istorie
- Satul Mărgineni este atestat prima dată într-un hrisov al voievodului Vlad al II-lea Dracul din 18 iulie 1437 prin care domnitorul muntean donează boierilor „Stan Sin Tatul și Ursul și Radul Stan Sin Băra și Godea” satul Мърџиненй.[2] De-a lungul secolelor, privilegiile boierești au fost confirmate de principii Transilvaniei.
- Din registrul recensământului (conscripțiunii) organizat(e) în Ardeal, în anul 1733, de episcopul greco-catolic Inocențiu Micu-Klein, aflăm că în localitatea Mărgineni, din Țara Făgărașului trăiau 61 de familii, altfel spus, vreo 305 persoane. Erau recenzați doi preoți: Nikula (Nicula) și Komsa (Comșa), ambii neuniți. În Mărgineniul anului 1733 funcționa o biserică. Denumirea localității: Mardsina, precum și numele preoților erau redate cu ortografie maghiară.[3]

## Personalități
- David Urs, cunoscut și ca David Urs de Margina sau de Marginea, (n. 1 aprilie 1816, Mărgineni, Comitatul Făgăraș - d. 10 septembrie 1897, Sibiu) a fost un înalt ofițer român în armata imperială austriacă, baron.